# Іне (Кіото)

Іне́ (яп. 伊根町, いねちょう, МФА: [ine t͡ɕoː]?) — містечко в Японії, в повіті Йоса префектури Кіото.  Отримало статус містечка 1954 року. Площа становить 62,00 км². Станом на 1 жовтня 2017 року населення складало 1986  осіб, густота населення — 32 осіб/км².   